# Пімачіовін-Акі
Пімачіовін-Акі ([ˌpɪˈmætʃəwɪn ɑːˈkiː] pih-MATCH-uh-win ah-KEE) — об'єкт Світової спадщини ЮНЕСКО, розташований у бореальному лісі, що охоплює частини Манітоби та Онтаріо. Площа ділянки становить понад 29,000 квадратного кілометра (11,197 миля2) за площею та включає землі предків чотирьох корінних народів, включаючи Поплар-Рівер, Літтл-Гранд-Рапідс, Пауїнгассі та Бладвейн. Територія також включає провінційний парк дикої природи Манітоби в провінційний парк Атікакі та провінційний парк Онтаріо Вудленд Карібу. Оригінальна пропозиція об'єкта Світової спадщини почалася з підписання Угоди про охоронювані території та першочергове управління ресурсами в 2002 році Назва означає землю, яка дає життя на Оджибве (ᐱᒪᒋᐅᐃᐧᓂ ᐊᑭ).

## Переваги
Партнерство Пімачіовін-Акі вважає, що об'єкт Світової спадщини ЮНЕСКО має багато переваг. Громади поблизу об'єктів ЮНЕСКО по всьому світу розвинули почуття гордості за захист таких унікальних та особливих місць, а також усвідомили місцевий економічний розвиток і можливості працевлаштування. Посилення підтримки та допомоги з боку інших організацій, урядів, компаній і волонтерів в управлінні заповідником, а також більше голосів щодо того, як земля захищається та управляється в майбутньому, є іншими потенційними перевагами.

## Історія

### Державна підтримка
Манітоба Гідро спочатку планувала прокласти магістральний маршрут гідродроту через запропоновану територію під назвою Bipole III. Лише за кілька днів до своєї відставки прем'єр-міністр Гері Доер оголосив, що уряд пожертвує 10 мільйонів доларів до цільового фонду для об'єкта Світової спадщини ЮНЕСКО на східному березі озера Вінніпег. НДП стверджувала, що східний бік маршруту Bipole III поставила б під загрозу об'єкт ЮНЕСКО, і стверджувала, що об'єкт спадщини принесе більше користі громадам корінних народів. НДП запропонувала довшу, дорожчу альтернативну лінію через захід Манітоби, щоб зберегти екологічну цілісність східного боку та підтримати об'єкт ЮНЕСКО.

### Статус об'єкта Світової спадщини
У 2004 році Парки Канади від імені федерального уряду додали проект до попереднього списку потенційних об'єктів Світової спадщини Канади відповідно до критеріїв (v), (vii), (ix) і (x).[7] Місце було подане на розгляд у 2013 році. Комітет світової спадщини відклав запис, щоб дати номінантам час для вдосконалення певних аспектів заявки, а також зазначив, що комітету необхідно вдосконалити процес номінації для змішаних сайтів, оскільки наразі в процесі існують структурні проблеми, які ускладнюють затвердження змішаних номінацій. У 2016 році після внесення змін до заявки, зосередивши її на культурній традиції Оджибве Ji-ganawendamang Gidakiiminaan (зберігання землі), комітет мав внести майно до списку. Однак Канада попросила та отримала відстрочку після того, як корінний народ пікангікум в Онтаріо відкликав свою підтримку. У 2018 році Комітет Світової спадщини включив це місце до Списку Світової спадщини ЮНЕСКО на своїй 42-й сесії в Манамі, Бахрейн, за участю чотирьох з п'яти корінних народів.